# Atalanta (filla de Iasos)
|  | Aquest article tracta sobre l'heroïna Atalanta. Vegeu-ne altres significats a «Atalanta». |

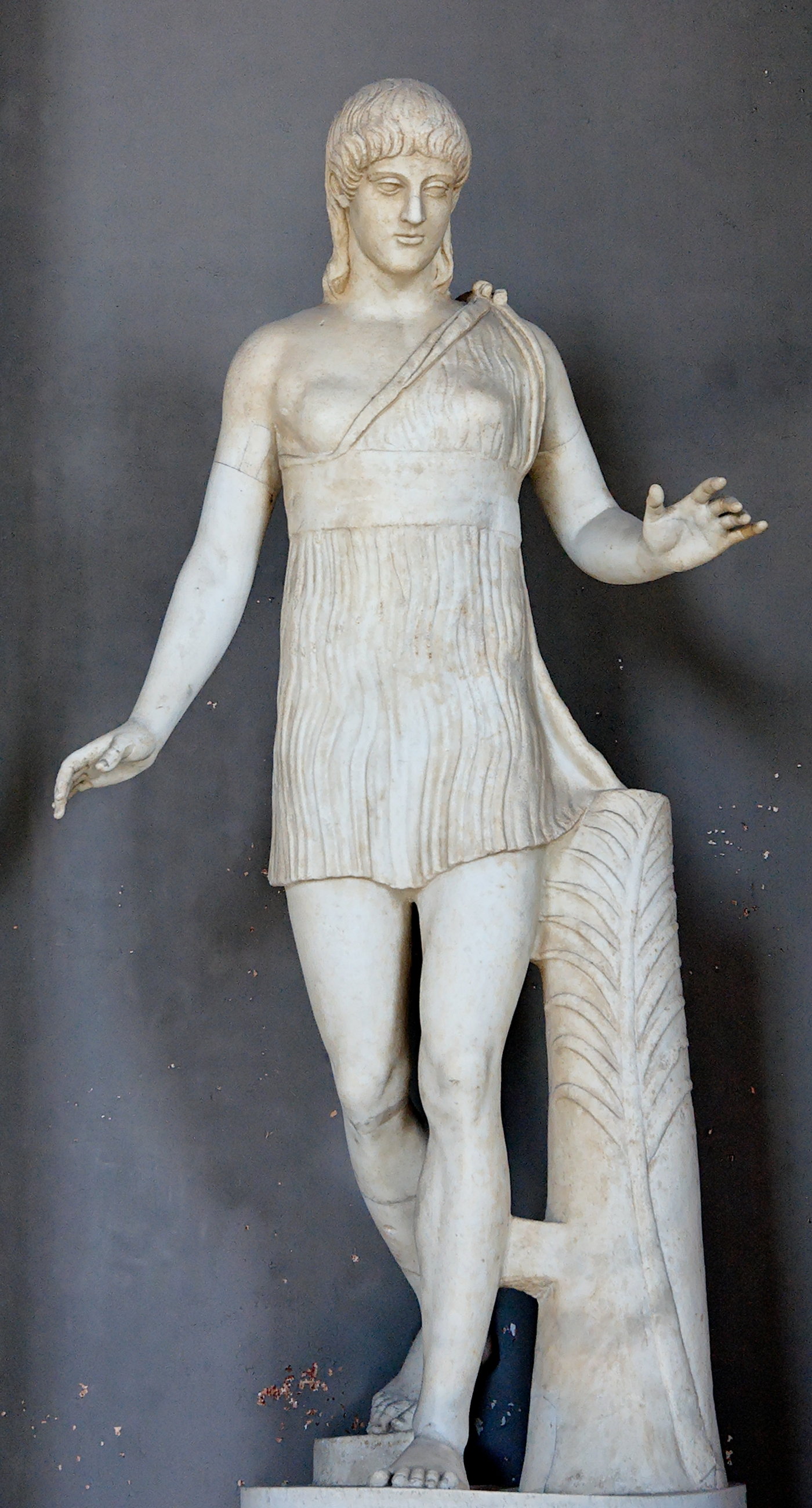
Estàtua d'Atalanta (Museu del Vaticà, ca.).

Segons la mitologia grega, Atalanta (grec antic: Ἀταλάντα) fou una heroïna, filla de Iasos, rei d'Arcàdia, i de Clímene, filla de Mínias (però altres genealogies la consideren filla de Mènal i d'Esquenea). De totes maneres la versió més difosa, especialment per Hesíode, és que Atalanta era filla d'Atamant i Temisto, fet pel qual hom la relaciona amb la cultura beòcia.
A la mitologia grega, Atalanta va ser una heroïna vinculada al cicle arcaic, consagrada a Àrtemis i reconeguda per les seves immillorables habilitats per a la cacera.

## El mite
El seu pare, que no desitjava tenir una nena, l'abandonà al mig d'un bosc situat al mont Partènion, on va ser criada per una ossa fins que uns caçadors la trobaren i s'encarregaren d'educar-la. Convertida en una noia jove, Atalanta no es va voler casar i es va mantenir verge, com la seva patrona Àrtemis, i es va dedicar a caçar pels boscos. Els centaures Recos i Hileu van voler violar-la, però va poder defensar-se gràcies a les seves inigualables habilitats i va matar els centaures amb les seves fletxes. Va participar en la cacera del senglar de Calidó, al qual va ferir abans que ningú, i per això Melèagre, un cop morta la bèstia, n'hi oferí el cap i la pell.
Una altra aparició seva va ser en els jocs fúnebres organitzats en nom de Pèlias on va obtenir el premi de la cursa (o potser de la lluita) després de vèncer Peleu, pare d'Aquil·les, heroi del cicle troià.
Per fidelitat a Àrtemis, volia mantenir-se verge, però, assetjada pels pretendents, va decidir que es casaria amb aquell que la pogués vèncer en una cursa, i qui no ho aconseguís seria executat. Una altra versió diu que aquesta prova que havien de passar els seus pretendents va ser imposada per Atalanta perquè un oracle li havia predit que el dia en què es casés seria convertida en un animal.
Atalanta era molt àgil i corria molt ràpid. Es diu que començava la cursa donant un lleuger avantatge al contrincant i que el perseguia armada amb una llança que li clavava quan l'atrapava. Vencia sempre, fins que un dels pretendents, Hipòmenes, fill de Megareu, implorà l'ajuda d'Afrodita. La deessa li donà tres pomes d'or procedents d'un santuari de la deessa a Xipre o del Jardí de les Hespèrides, i així quan la noia se li avançava, només n'havia de llançar una fora de pista i, mentre ella s'entretenia a collir-la, ell podia agafar avantatge. Ho va fer tres vegades, i així va arribar el primer a la meta. Però Hipòmenes s'havia oblidat de fer el sacrifici a Afrodita en agraïment a l'ajuda rebuda, i la deessa els feu venir una passió irresistible quan eren al santuari de Cíbele, la qual, per castigar aquella profanació, els transformà en lleons.
Aparentment, els grecs creien que els lleons no es creuaven entre si, de manera que en convertir-los a ambdós en lleons, Cíbele estava no solament traient-los la seva condició humana, sinó condemnant-los a una vida separada. A més de transformar-los en lleons, els va condemnar a estirar el seu carro com figura a la famosa estàtua d'aquesta deessa a Madrid.
Atalanta va donar a llum un fill, Partenopeu, que va participar en la primera expedició dels set Cabdills contra Tebes. De vegades es diu que aquest nen va ser fruit del seu matrimoni, però també hi ha llegendes que indiquen que és fill d'Ares o de Meleagre.
Atalanta va ser tan important que de fet hi ha diversos mitògrafs, com Apol·lodor, que la inclouen entre els Argonautes, grup d'herois de l'antiguitat que va partir en un difícil viatge a la recerca del velló d'or. Ella, com era d'esperar, va ser l'única dona que va participar en aquesta travessia.
A Epidaure, hi havia la font d'Atalanta, i es deia que en una cacera, la jove va tenir set. Aleshores va colpejar la roca amb la seva javelina i en va brollar a l'instant aigua.
Atalanta és de gran importància, ja que simbolitza la dona contestatària que es va rebel·lar contra tots els esquemes patriarcals de la Grècia Antiga i va aconseguir obtenir el respecte dels seus contemporanis així com de la posteritat.